# Тиха страст
„Тиха страст“ (енгл. A Quiet Passion) британски је биографски, играни филм у режији и по сценарију Теренса Дејвиса из 2016. Заплет се темељи на хронолошком приказу епизода из живота америчке песникиње Емили Дикинсон од њеног школовања до смрти. У филму се посебно апострофира песникиња дубока повезаност са уским породичним кругом, као и маниризам обичаја, пуританске религиозности и понашања малограђанске околине са којом се песникиња сукобљавала. Главну улогу тумачи Синтија Никсон, док споредне улоге играју Еми Бел, Данкан Даф, Џенифер Или, Кит Карадин и други.
Дејвис је дуго радио на прикупљању финансијских средстава потребних за филм. За писање сценарија прочитао је шест различитих биографија о Емили Дикинсон. Филмски критичари су дочекали филм похвалама и тренутно на сајту Ротен томејтос има 92 посто позитивних филмских рецензијa, заснованих на 131 рецензији, са просечном оценом од 7,8/10.

## Улоге
| Глумац         | Улога                                             |
| -------------- | ------------------------------------------------- |
| Синтија Никсон | Емили Дикинсон                                    |
| Ема Бел        | Емили Дикинсон док је била млада                  |
| Данкан Даф     | Остин Дикинсон, њен брат                          |
| Џенифер Или    | Ливинија Дикинсон, њена сестра                    |
| Кит Карадин    | Едвард Дикинсон, њен отац                         |
| Јоди Меј       | Сузан Гилберт Дикинсон, њена снаја, Остинова жена |